# Drummondia mitelloides
Drummondia mitelloides är en bladmossart som beskrevs av Nathaniel Lord Britton 1896. Drummondia mitelloides ingår i släktet Drummondia och familjen Orthotrichaceae. Inga underarter finns listade i Catalogue of Life.